# Municipio San Pedro (Pando)
Das Municipio San Pedro (früher auch: San Pablo) ist ein Verwaltungsbezirk im Departamento Pando im Tiefland des südamerikanischen Anden-Staates Bolivien.

## Lage im Nahraum
Das Municipio San Pedro ist eines von drei Municipios der Provinz Manuripi und umfasst deren östlichen Bereich. Es grenzt im Westen an das Municipio Puerto Rico, im Süden und Südosten an das Municipio San Lorenzo und das Municipio Puerto Gonzales Moreno der Provinz Madre de Dios, im Osten an das Departamento Beni und im Norden an das Municipio Villa Nueva der Provinz Federico Román und an das Municipio Ingavi der Provinz Abuná.
Das Municipio erstreckt sich zwischen etwa 10° 48' und 11° 20' südlicher Breite und 66° 02' und 67° 00' westlicher Länge, seine Ausdehnung von Westen nach Osten beträgt bis zu 100 Kilometer und von Norden nach Süden bis zu 40 Kilometer.
Das Municipio umfasst 38 Gemeinden (localidades), der zentrale Ort des Municipios ist die Ortschaft San Pedro am Nordrand des Municipios mit 196 Einwohnern. Die bevölkerungsreichste Ortschaft des Municipios ist Valparaiso mit 238 Einwohnern gegenüber von Riberalta auf der anderen Flussseite des Río Madre de Dios. (Volkszählung 2012)

## Geographie
Das Municipio San Pedro liegt im bolivianischen Teil des Amazonasbecken im feuchtheißen Tropenklima der Äquatorialzone.
Die mittlere Durchschnittstemperatur der Region liegt bei 26 °C und schwankt sowohl im Jahres- wie im Tagesverlauf nur unwesentlich, allein in den trockenen Wintermonaten von Juni bis August liegt sie aufgrund der nächtlichen Wärmeabstrahlung bei offener Wolkendecke geringfügig niedriger (siehe Klimadiagramm Riberalta). Der Jahresniederschlag beträgt etwa 1.300 mm und weist während der Regenzeit über die Hälfte des Jahres Monatswerte zwischen 100 und 230 mm auf, nur in der Trockenzeit von Juni bis August sinken die Niederschläge auf Monatswerte unter 20 mm.

## Bevölkerung
Die Bevölkerungszahl des Municipio San Pedro ist zwischen 1992 und 2024 auf das Zweieinhalbfache angestiegen:
| Jahr | Einwohner | Quelle       |
| ---- | --------- | ------------ |
| 1992 | 1347      | Volkszählung |
| 2001 | 1082      | Volkszählung |
| 2012 | 2991      | Volkszählung |
| 2024 | 3239      | Volkszählung |

Die Bevölkerungsdichte bei der Volkszählung von 2024 betrug 1,2 Einwohner/km², der Alphabetisierungsgrad bei den über 6-Jährigen hatte sich von 63,5 Prozent (1992) auf 80,5 Prozent (2001) verbessert. Die Lebenserwartung der Neugeborenen im Jahr 2001 betrug 54,8 Jahre, die Säuglingssterblichkeit hatte sich von 5,7 Prozent (1992) auf 10,1 Prozent im Jahr 2001 verschlechtert.
99,9 Prozent der Bevölkerung sprechen Spanisch, 1,1 Prozent sprechen Guaraní, 0,1 Prozent sprechen Quechua und 0,1 Prozent sprechen Aymara. (2001)
99,0 Prozent der Bevölkerung haben keinen Zugang zu Elektrizität, 57,6 Prozent leben ohne sanitäre Einrichtung. (2001)
61,0 Prozent der insgesamt 205 Haushalte besitzen ein Radio, 1,5 Prozent einen Fernseher, 19,0 Prozent ein Fahrrad, 1,5 Prozent ein Motorrad, 0 Prozent ein Auto, 1,0 Prozent einen Kühlschrank, und 0 Prozent ein Telefon. (2001)

## Politik
Ergebnis der Regionalwahlen (concejales del municipio) vom 4. April 2010:
| Wahl- berechtigte |  | Wahl- beteiligung | gültige Stimmen |  | CP     | MAS-IPSP | P.A.S.O. | MSM    |
| ----------------- |  | ----------------- | --------------- |  | ------ | -------- | -------- | ------ |
| 353               |  | 306               | 255             |  | 133    | 53       | 37       | 32     |
|                   |  | 86,7 %            | 83,3 %          |  | 52,2 % | 20,8 %   | 14,5 %   | 12,5 % |

Ergebnis der Regionalwahlen (elecciones de autoridades políticas) vom 7. März 2021:
| Wahl- berechtigte |  | Wahl- beteiligung | gültige Stimmen |  | CID     | MAS-IPSP | PASO    | P.S.T. | MTS    |
| ----------------- |  | ----------------- | --------------- |  | ------- | -------- | ------- | ------ | ------ |
| 883               |  | 787               | 713             |  | 308     | 276      | 75      | 42     | 11     |
|                   |  | 89,13 %           | 90,60 %         |  | 43,20 % | 38,71 %  | 10,52 % | 5,89 % | 1,54 % |

## Gliederung
Das Municipio San Pablo gliederte sich bei der Volkszählung von 2012 in die folgenden beiden Kantone (cantones):
- Kanton San Pablo (San Pedro) – 22 Gemeinden – 2.319 Einwohner
- Kanton Maravilla – 16 Gemeinden – 672 Einwohner

## Ortschaften im Municipio San Pedro
- Kanton San Pablo
  - Valparaíso 238 Einw. – San Pedro 196 Einw.

- Kanton Maravilla
  - Fortaleza 200 Einw.